# Przemysł Chemiczny (czasopismo)
Przemysł Chemiczny – polskie czasopismo naukowo-techniczne prezentujące artykuły naukowo-techniczne dotyczące technologii chemicznej w różnych gałęziach produkcji (np. technologia chemiczna organiczna i nieorganiczna, technologie farmaceutyczne) i przetwórstwa (np. artykuły spożywcze, przetwórstwo tworzyw sztucznych), inżynierii chemicznej i procesowej (np. procesy sorpcyjne, flotacja, elektrochemia), aparatury chemicznej. Czasopismo porusza również ekonomiczne i organizacyjne aspekty rozwoju przemysłu chemicznego, problemy bazy surowcowej, racjonalnej gospodarki odpadami i ochrony środowiska. Publikuje aktualne informacje, np. o konferencjach naukowo-technicznych, wydarzeniach w zakładach krajowych i zagranicznych, pracach Polskiej Izby Przemysłu Chemicznego i SITPChem.
Czasopismo znajduje się na tzw. liście filadelfijskiej od 1964 roku. Impact factor w 2015 roku wynosił 0,367, co odpowiada poziomowi odpowiednich czasopism z Kanady, Indii lub Izraela.
Merytoryczny zakres publikowanych artykułów ilustrują przykłady zaczerpnięte z rocznika 2010:
- Kocemba, I.; Pecyna, I.; Rynkowski, J. M. Katalizatory reakcji selektywnego utleniania CO w obecności H2
- Szemień, M.; Kałędkowski, B.; Skórka, T.; Napiórkowski, S. Zastosowanie pomiarów konduktometrycznych do śledzenia postępu reakcji w syntezie żywic fenolowo-formaldehydowych z udziałem zasadowych katalizatorów
- Peryt-Stawiarska, S.; Jaworski, Z.; Antosik, K. Zastosowanie metody oscylacyjnej do badania właściwości lepkosprężystych roztworu soli sodowej karboksymetylocelulozy
- Sarbak, Z. Właściwości fizykochemiczne modyfikowanych zeolitów typu Y oraz ich aktywność adsorpcyjna w usuwaniu modelowych związków odorowych
- Baczyński, T. Bioremediacja gruntów zanieczyszczonych pestycydami chlorowanymi: przegląd technologii zastosowanych w pełnej skali
- Kicko-Walczak, E.; Półka, M. Wpływ bezhalogenowej modyfikacji nienasyconych żywic poliestrowych i laminatów poliestrowo-szklanych na ograniczenie ich palności
- Białowicz, K.; Trypuć, M.; Kiełkowska, U. Strącanie węglanu wapnia z płynu podestylacyjnego i ługu pofiltracyjnego z metody Solvay'a w temperaturze 293 K. Cz. 1, Wykorzystanie roztworów stężonych
- Stasiek, J. Współczesne rozwiązania konstrukcyjne ślimaków wytłaczarek: informacja techniczna
- Makarewicz, E.; Dobiała, I.; Uziałło, K. Badania reologiczne plastizoli poli(chlorku winylu) podczas przechowywania
- Kamieński, J.; Spytkowski, S. Wytwarzanie zawiesin ciała stałego w aparacie z dwoma mieszadłami
- Kiełkowska, U.; Białowicz, K.; Mazurek, K.; Trypuć, M. Ekstrakcja wanadu(V) z mieszaniny po syntezie metawanadanu(V) potasu
- Wroński, G.; Łuczak, A. Odzysk złota i innych metali ze zużytego sprzętu elektronicznego przy zastosowaniu procesów hydrometalurgicznych
- Krasiński, A. Koalescencja kropel w strukturach porowatych oraz aparatura do rozdzielania układów niejednorodnych ciecz-ciecz
- Pakuła, M.; Świątkowski, A.; Darlewski, W.; Biniak, S.; Trykowski, G.; Młynarczyk, M. Wykorzystanie woltamperometrii do oceny zużycia węgla aktywnego stosowanego do oczyszczania produktów w przemyśle farmaceutycznym